# Gelbbauch-Bürstenhaarmaus
Die Gelbbauch-Bürstenhaarmaus (Lophuromys luteogaster) ist ein in der nordöstlichen Demokratischen Republik Kongo verbreitetes Nagetier in der Gattung der Bürstenhaarmäuse. Sie bildet zusammen mit zwei anderen Arten die Untergattung Kivumys.

## Merkmale
Erwachsene Exemplare sind ohne Schwanz 90 bis 113 mm lang, die Schwanzlänge beträgt 90 bis 117 mm und das Gewicht liegt bei 28 bis 41 g. Ohren und Hinterfüße sind mit 16 bis 19 mm bzw. 19 bis 23 mm wie bei den anderen Arten der Untergattung Kivumys lang. Auf der Oberseite ist dunkelbraunes Fell mit olivfarbenen Tönungen, das nicht gesprenkelt ist, vorhanden und die Unterseite trägt die namensgebende gelbbraune Färbung mit rosa Nuancen. Die sechs Zitzen der Weibchen sind paarig angeordnet.

## Verbreitung und Lebensweise
Dieses Nagetier lebt im Umfeld der Ortschaften Medje, Irangi, Bafwasende und Tungula in der nordöstlichen Demokratischen Republik Kongo. Es hält sich im Hügel- und Bergland zwischen 700 und 1000 Meter Höhe auf. In der Region kommen Wald- und Ackerflächen vor. Typische Gewächse zählen zu den Gattungen Gilbertiodendron (Johannisbrotgewächse), Julbernardia (Hülsenfrüchtler) und Cynometra.
Die Gelbbauch-Bürstenhaarmaus lebt auf dem Boden und ist vermutlich nachtaktiv. Die Nahrung besteht aus Raupen und anderen Insektenlarven, aus Käfern und Termiten sowie aus Schnecken. Laut den wenigen Funden findet die Fortpflanzung in der Trockenzeit statt. Weibchen waren mit zwei Embryos trächtig.

## Gefährdung
Die Art kann sich gut an Veränderungen anpassen. Obwohl die Gelbbauch-Bürstenhaarmaus recht selten ist, wird sie von der IUCN als nicht gefährdet (least concern) gelistet.